# Nort-sur-Erdre
Nort-sur-Erdre è un comune francese di 7 797 abitanti situato nel dipartimento della Loira Atlantica nella regione dei Paesi della Loira.

## Società

### Evoluzione demografica
Abitanti censiti